# Gustav Frölich (Schwimmer)

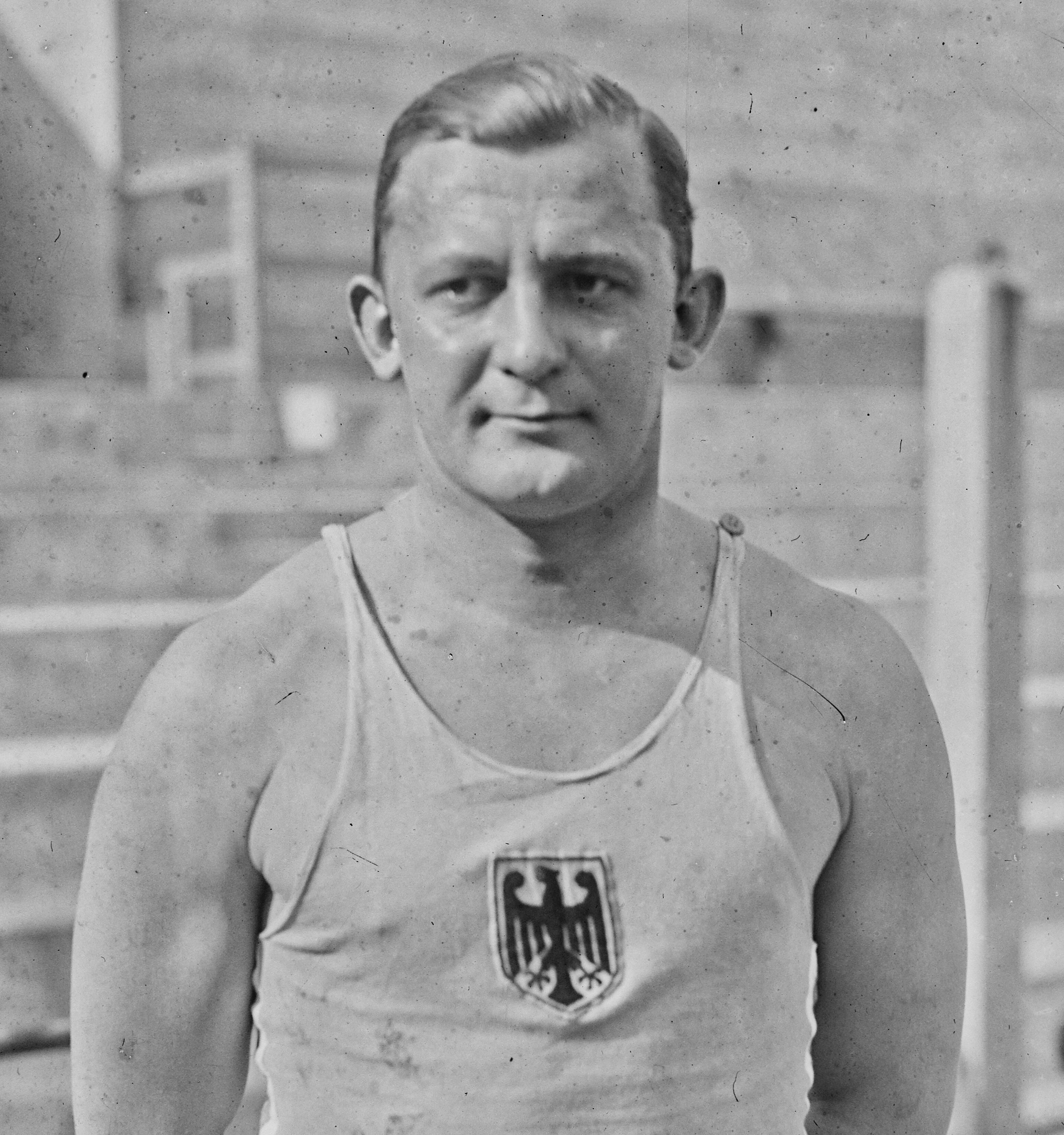
Gustav Frölich (1927)

Gustav Frölich, irrtümlich auch Fröhlich geschrieben, (* 8. Juli 1902 in Apia, Deutsch-Samoa; † 17. April 1968 in Sydney, Australien) war ein deutscher Schwimmer.
Frölich schwamm in den 1920er Jahren für den SC Hellas Magdeburg, eine der damaligen Schwimmhochburgen. Am 2. Oktober 1921 stellte Frölich beim Internationalen Schwimmfest in Darmstadt mit einer Zeit von 1:14,0 Minuten einen Weltrekord auf der 100-Meter-Rückenstrecke auf. Bei den Deutschen Meisterschaften 1921 bis 1926 wurde er fünf Mal deutscher Meister über 100 m Rücken. Zudem wurde er 1926 in Budapest erster Europameister über 100 m Rücken. Im Folgejahr belegte er den dritten Rang über die gleiche Strecke.
Sein Trainer war damals Rudolf Brewitz.